# C8 (tunnelbanevagn)
C8 var en tunnelbanevagn i Stockholms tunnelbana tillverkad i 44 exemplar av ASEA och Hägglunds åren 1974–1975. Vagnarna tillverkades för blåa linjen i Stockholms tunnelbana. C8 blev första vagnstypen att tillverkas av Hägglunds & Söner som tog över tillverkningen när ASJ Linköping lades ned. C8 var i stort sett identisk med C6 bortsett från mindre detaljer. Till exempel fick aldrig C8 steglöst tyristorpådrag som den lilla mellanserien C7 fick liksom efterföljaren C9. Dessutom konstruerades C8 med en största tillåten hastighet på 80 km/h, samma som för C6. Det som framför allt skilde C8 från föregångarna C6–C7 var den från början blåa färgsättningen, kallad "Bernadotteblått" efter upphovsmannen och formgivaren Sigvard Bernadotte som kom till när blå linjen 3 invigdes 1975. Samtliga vagnar av typen C8 slopades tillsammans med C7 under 2003–2005 för att sedan skrotas i samband med att leveransen av nya vagnstypen C20 avslutades. Fyra C8 byggdes år 2000 om till C10/C11 och rullar idag på Saltsjöbanan. De som byggdes om var 2819–2822.
I början av 1990-talet inleddes hyttombyggnaderna av C8-vagnarna. Vagnarna fick då littera C8H men märktes ej med H i litterat, men en gul markering på förarhyttens nedre del.

## Hyttombyggnad
Förarhytten till Tunnelvagnar av typ C6, C7, C8, C9, C10, C11, C12, C13, C14, C14z, C15 och C16 (C6-C16) utvecklades i slutet av 1960-talet inför leveransen av C6.
Tanken var att konstruera en modern hytt med god sikt och bättre värmeisolering än tidigare vagnar haft, automatisk onbromsning vid restriktiv hyttsignal, snabbstart samt anpassning för enmansdrift.
Efter en del år började flera förare få besvär med rygg och axlar vid körning av dessa vagnar och problemen lokaliserades till körspakarna som måste hållas "med tryck" i fartläge.
Efter prov med flera varianter av körspakar beslöts att installera ett enspaksbord med en "päronknopp" som är fjäderbelastad i vertikalled men ej horisontalled mellan noll och fartläge.
Samtidigt infördes en fotpedal som ett alternativt säkerhetsgrepp. Vidare infördes nya uppladdnings- och nödbromsenheter i stället för de föråldrade förarbromsventilerna, fasta nya förarstolar samt nya strömställerpaneler.
Vagnarna märks ej med H i litterat men har en gul markering i förarhyttens nedre del. Denna typ av ombyggnad genomfördes under 1990 talet på C6, C8, C12, C13 och C14. En förenklad variant genomfördes på Saltsjöbanans C10 och C11.

## C8 året 1994
Ombyggda till C8H i Samband med revision är: C8 2819, C8 2821, C8 2837, C8 2839, C8 2844, C8 2846, C8 2850, C8 2852, C8 2854, C8 2856, C8 2858, C8 2860 och C8 2862.
Med dessa 13 ombyggda vagnar uppgår antalet C8H nu till 24 st. Ytterligare ombyggnader planeras ej.

## C8 året 1995
1/1 1995 fanns 44 st C8or i trafik varav 24 st C8H, C8 2819–2862, C8 2819, C8 2820, C8 2821, C8 2822, C8 2823, C8 2824, C8 2825, C8 2826, C8 2827, C8 2828, C8 2829, C8 2830, C8 2831, C8 2832, C8 2833, C8 2834, C8 2835, C8 2836, C8 2837, C8 2838, C8 2839, C8 2840, C8 2841, C8 2842, C8 2843, C8 2844, C8 2845, C8 2846, C8 2847, C8 2848, C8 2849, C8 2850, C8 2851, C8 2852, C8 2853, C8 2854, C8 2855, C8 2856, C8 2857, C8 2858, C8 2859, C8 2860, C8 2861 och C8 2862.

## C8 året 1996
1/1 1996 fanns 44 st C8or i trafik varav 24 st C8H, C8 2819–2862, C8 2819, C8 2820, C8 2821, C8 2822, C8 2823, C8 2824, C8 2825, C8 2826, C8 2827, C8 2828, C8 2829, C8 2830, C8 2831, C8 2832, C8 2833, C8 2834, C8 2835, C8 2836, C8 2837, C8 2838, C8 2839, C8 2840, C8 2841, C8 2842, C8 2843, C8 2844, C8 2845, C8 2846, C8 2847, C8 2848, C8 2849, C8 2850, C8 2851, C8 2852, C8 2853, C8 2854, C8 2855, C8 2856, C8 2857, C8 2858, C8 2859, C8 2860, C8 2861 och C8 2862.